# Stadtwerke Sundern

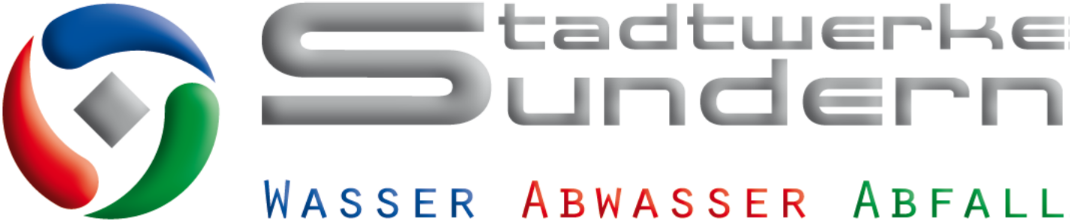
Logo Stadtwerke Sundern

Die Stadtwerke Sundern sind ein Unternehmen für die kommunale Versorgung in Sundern, Hochsauerlandkreis. Sie wurden 1975 gegründet und sind ein städtischer Eigenbetrieb. Die Stadtwerke Sundern betreiben das 1981 in Dienst gestellte Wasserwerk Langscheid und das 2007 eröffnete Wasserwerk Sundern. 2008 zog die Verwaltung vom Schwemker Ring 1 zum neuen Standort Am Wasserwerk 2 um. Die Stadtwerke Sundern sind Mitglied der Arbeitsgemeinschaft der Wasserwerke an der Ruhr.

## Wasserwerk Langscheid
Das Wasserwerk Langscheid ist ein Wasserwerk in Langscheid. Es ging im Februar 1981 ans Netz. In den folgenden Jahren wurde das Werk umgebaut und in den Jahren 1998 bis 2001 erweitert. Es wird von den Stadtwerken Sundern betrieben. Mit 0,3 Mio. m³ jährlich werden etwa 5.900 Einwohner von Sundern in den Stadtteilen Langscheid, Hövel, Tiefenhagen, Weninghausen, Hellefeld, Altenhellefeld, Linnepe und Herblinghausen sowie teilweise in Hachen, Stemel, Selschede und Westenfeld versorgt. Hauptabnehmer mit etwa 0,6 Mio. m³ Trinkwasser jährlich ist der Wasserverband Hochsauerland (WVH), der verschiedene Städte im Hochsauerlandkreis versorgt.
Das Wasser wird aus der südlich vom Werk gelegenen Sorpetalsperre bezogen. Das Rohwasser, das wegen der Freizeitnutzung der Talsperre selbst noch keine garantierte Trinkwasserqualität hat, wird aus einer Grundablassleitung mit einem natürlichen Vordruck zum Wasserwerk geführt. Zur Trinkwasseraufbereitungsanlage zählen die Filterung (Aktivkohle, Ultrafiltration). Die Ultrafiltrationsanlage stellte 2001 die durchsatzstärkste Membrananlage für die Trinkwasserproduktion in Deutschland dar. Über Bakterien wird das in Spuren vorhandene Mangan entfernt. Das leicht saure Wasser wird mit Natronlauge auf einen pH-Wert von etwa 7,8 angehoben. Eine chemische Desinfektion erfolgt durch Zugabe von 0,05 mg/l Chlordioxid. Das Wasserwerk Langscheid ist ein vollautomatisiertes Wasserwerk. Der ehemalige Hochbehälter Kanonenberg hatte ein Volumen von 100 m³. Ein neuer Hochbehälter mit 620 m³ Volumen wird auf der gegenüberliegenden Seite der Ringstraße Ende 2021 in Betrieb gehen.